# Shkodër (præfektur)
Shkodër er et af Albaniens tolv præfekturer. Administrationscenteret er byen  Shkodër. 1. januar 2017 havde præfekturet 129.019 indbyggere.
Præfekturet består af kommunerne Fushë-Arrëz, Malësi e Madhe, Pukë, Shkodër og Vau-Dejës. Det dækker de tidligere distrikter Malësi e Madhe, Pukë og Shkodër.
Mod sydvest har Shkodër Amt en kort kystlinje mod Adriaterhavet, mod nord er der landegrænse mod Montenegro. Der er interne grænser til amterne Kukës mod øst og Lezhë mod syd.